# ASM Basket Le Puy-en-Velay
El ASM Basket Le Puy Haute-Loire es un equipo de baloncesto francés con sede en la ciudad de Le Puy-en-Velay, que competía en la NM2 hasta la temporada 2020, en la que baja a Regional 2 por problemas económicos. Disputa sus partidos en el Palais des sports de Roche Arnaud, con capacidad para 1.800 espectadores.

## Posiciones en liga
- 2009 - (2-NM2)
- 2010 - (2-NM1)
- 2011 - (9-NM1)
- 2012 - (17-NM1)
- 2013 - (8-NM2)
- 2014 - (2-NM2)
- 2015 - (11-NM2)
- 2016 - (5-NM2)
- 2017 - (13-NM2)
- 2018 - (10-NM2)
- 2019 - (11-NM2)
- 2020 - (Regional 2)

## Palmarés
- Ascenso a la NM2 - 2005
- Ascenso a la NM1 - 2009
- Segundo Liga Regular NM1 - 2010
- Segundo Liga Regular NM2 - 2014

## Jugadores Históricos
| - Stéphane Fraycenon - Fred Riffard - Gilles Exbrayat - Jean-Louis Aulagnier - Christophe Millet - Olivier Viviès - Willy Sénégal - Franck Bornerand - Nicolas Gregoire - Josyppe Lollia - Régis Aubry - Médéric Aubry |